# Melanie Sigl
Melanie Sigl (* 1974) ist eine deutsche Schauspielerin.

## Karriere
Auf ihre Nebenrolle in Mirjam Kubeschas Schwestern (1999) folgen Hauptrollen in Horrorfilmen: Thomas Reitmair besetzt sie als Daphne in Alter ego (2001) und bei Olaf Ittenbach spielt sie die kannibalistische Killerin Linda in Riverplay (2000) und die Laura in Beyond the Limits (2002) (neben Mehmet Yilmaz und Xenia Seeberg). Als weitere Rolle spielte sie neben Patrick Wolff die Anna in Après Ski von Regisseur Philipp Clarin, ebenfalls ein Horrorfilm. Melanie Sigl arbeitet auch fürs Fernsehen, u. a. Aktenzeichen XY … ungelöst, zudem hatte sie im Jahre 2006 eine Rolle in K11 – Kommissare im Einsatz und Richter Alexander Hold.